# イクタンガ
イクタンガ（満洲語: ᡞᡍᠲᠠᠩᡤᠠ　メレンドルフ式転写: iktangga、依克唐阿、1834年 ‐ 1899年）は、清の軍人・官僚。字は堯山。
満州鑲黄旗人。ジャラリ氏（jalari hala、扎拉里氏）。吉林で軍務についていたが、太平天国との戦いのために江南に赴いた後、捻軍との戦いに従事し首領の張楽行を破る功績を立てた。後に吉林に戻ってバリンガ（白凌阿）の蜂起軍を鎮圧し、光緒2年（1876年）に黒竜江副都統に昇進した。光緒5年（1879年）にフラン副都統となり、ロシアに対する防衛にあたった。その後フンチュン副都統に移って吉林の軍事を管轄し、光緒15年（1889年）に黒竜江将軍に昇進した。
1894年、日清戦争が勃発すると吉林将軍の長順とともに援軍に赴き、日本軍に占領された海城を包囲したが、奪回に失敗した。戦争終結後には、鑲黄旗漢軍都統に任命され、さらに盛京将軍に転任となった。死後、誠勇の諡号を贈られた。
イクタンガは軍事に長けていたが、温厚でみだりに人を殺さなかったという。